# Eleições gerais em Anguila em 2010
As eleições gerais de Anguila (ou Anguilla) em 2010 serão realizadas em 15 de fevereiro.

## Resultados
| Frente Unida de Anguila - Aliança Nacional de Anguila - Partido Democrático de Anguila | 2.781 | 39,37 | 2  |
| Movimento Unido de Anguila                                                             | 2.308 | 32,68 | 4  |
| Partido Progressista de Anguila                                                        | 1.039 | 14,71 | 1  |
| Independentes                                                                          | 935   | 13,24 | —  |
| Membros apontados                                                                      | —     | —     | 4  |
| Total                                                                                  | 7.063 | 100   | 11 |
| Fonte:                                                                                 |       |       |    |